# Dorstenia
Dorstenia är ett släkte av mullbärsväxter. Dorstenia ingår i familjen mullbärsväxter.

## Bildgalleri

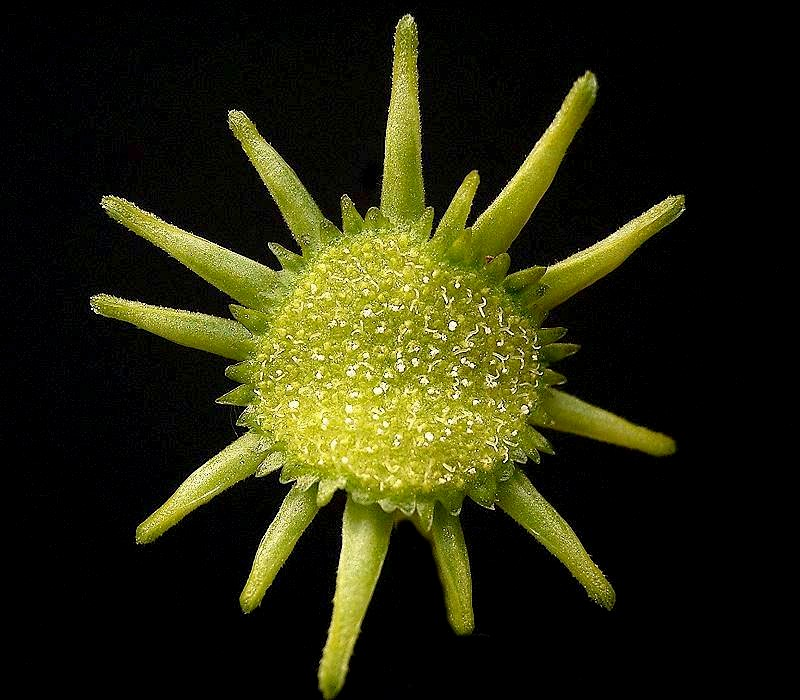
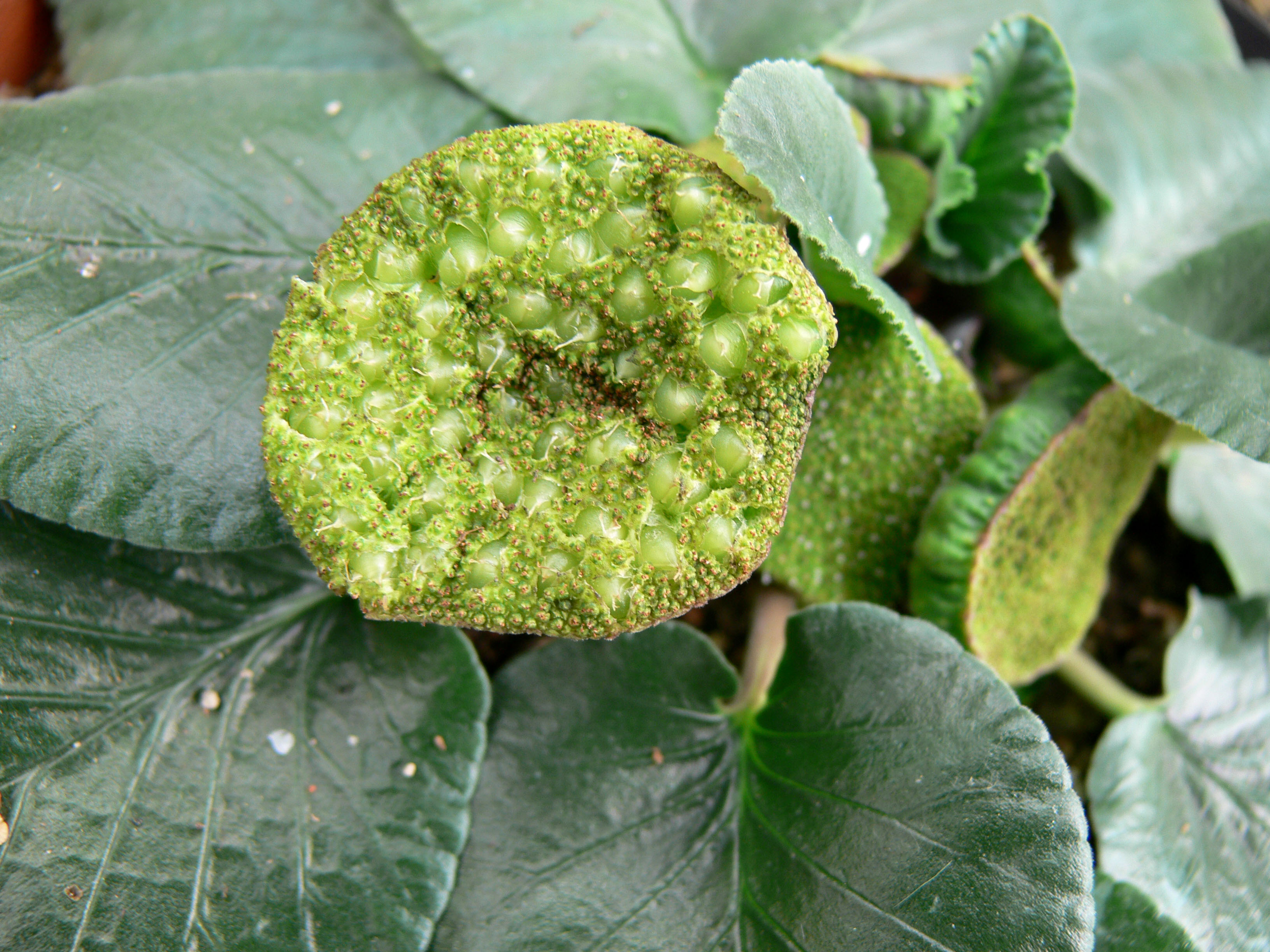

## Dottertaxa tillDorstenia, i alfabetisk ordning[1]
- Dorstenia acangatara
- Dorstenia africana
- Dorstenia afromontana
- Dorstenia alberti
- Dorstenia alta
- Dorstenia angusticornis
- Dorstenia annua
- Dorstenia appendiculata
- Dorstenia arifolia
- Dorstenia aristeguietae
- Dorstenia astyanactis
- Dorstenia bahiensis
- Dorstenia barnimiana
- Dorstenia barteri
- Dorstenia belizensis
- Dorstenia benguellensis
- Dorstenia bergiana
- Dorstenia bicaudata
- Dorstenia bonijesu
- Dorstenia bowmanniana
- Dorstenia brasiliensis
- Dorstenia brevipetiolata
- Dorstenia brownii
- Dorstenia buchananii
- Dorstenia caatingae
- Dorstenia caimitensis
- Dorstenia campanulata
- Dorstenia capricorniana
- Dorstenia carautae
- Dorstenia cayapia
- Dorstenia choconiana
- Dorstenia christenhuszii
- Dorstenia ciliata
- Dorstenia colombiana
- Dorstenia conceptionis
- Dorstenia confusa
- Dorstenia contensis
- Dorstenia contrajerva
- Dorstenia convexa
- Dorstenia crenulata
- Dorstenia cuspidata
- Dorstenia dinklagei
- Dorstenia dionga
- Dorstenia djettii
- Dorstenia dorstenioides
- Dorstenia drakeana
- Dorstenia elata
- Dorstenia ellenbeckiana
- Dorstenia elliptica
- Dorstenia embergeri
- Dorstenia erythrantha
- Dorstenia excentrica
- Dorstenia fawcettii
- Dorstenia ficus
- Dorstenia fischeri
- Dorstenia flagellifera
- Dorstenia foetida
- Dorstenia gigas
- Dorstenia goetzei
- Dorstenia gracilis
- Dorstenia grazielae
- Dorstenia gypsophila
- Dorstenia heringeri
- Dorstenia hildebrandtii
- Dorstenia hildegardis
- Dorstenia hirta
- Dorstenia holstii
- Dorstenia howardii
- Dorstenia indica
- Dorstenia involuta
- Dorstenia jamaicensis
- Dorstenia kameruniana
- Dorstenia lanei
- Dorstenia lavrani
- Dorstenia letestui
- Dorstenia lindeniana
- Dorstenia lujae
- Dorstenia mannii
- Dorstenia mariae
- Dorstenia milaneziana
- Dorstenia nipensis
- Dorstenia nummularia
- Dorstenia nyungwensis
- Dorstenia oligogyna
- Dorstenia panamensis
- Dorstenia peltata
- Dorstenia peruviana
- Dorstenia petraea
- Dorstenia picta
- Dorstenia poinsettifolia
- Dorstenia prorepens
- Dorstenia psilurus
- Dorstenia ramosa
- Dorstenia rocana
- Dorstenia roigii
- Dorstenia romaniucii
- Dorstenia scaphigera
- Dorstenia schliebenii
- Dorstenia setosa
- Dorstenia socotrana
- Dorstenia soerensenii
- Dorstenia stellaris
- Dorstenia strangii
- Dorstenia subdentata
- Dorstenia sucrei
- Dorstenia tayloriana
- Dorstenia tenera
- Dorstenia tentaculata
- Dorstenia tenuiradiata
- Dorstenia tenuis
- Dorstenia thikaensis
- Dorstenia tropaeolifolia
- Dorstenia tuberosa
- Dorstenia tubicina
- Dorstenia turbinata
- Dorstenia turnerifolia
- Dorstenia ulugurensis
- Dorstenia umbricola
- Dorstenia urceolata
- Dorstenia uxpanapana
- Dorstenia variifolia
- Dorstenia warneckei
- Dorstenia vivipara
- Dorstenia yambuyaensis
- Dorstenia zambesiaca
- Dorstenia zanzibarica
- Dorstenia zenkeri